# Final do Campeonato Catarinense de Futebol de 2013 - Divisão Especial
A Final do Campeonato Catarinense de Futebol de 2013 - Divisão Especial foi a decisão da vigésima sétima edição desta competição. Foi realizada em duas partidas, com mando de campo alternado entre as duas equipes participantes, o Marcílio Dias e o Brusque, primeiro e segundo colocado no quadrangular.
A primeira partida, disputada no Estádio da Baixada em Ibirama devido a perda do mando de campo por parte da equipe do Brusque, terminou empatada em 0 a 0. No segundo jogo houve um novo empate, 1 a 1 no Estádio Doutor Hercílio Luz em Itajaí e o Marcílio ficou com o título, por ter tido melhor campanha na fase anterior (Quadrangular).

## Regulamento
Nesta final os dois clubes jogam em partidas de ida e volta e aquele que apresentar mais pontos, levando-se em consideração o saldo de gols, será declarado Campeão Catarinense da Divisão Especial de 2013, se houver empate de pontos e gols, o segundo jogo terá uma prorrogação de 30 minutos com o placar zerado e se esta não resolver, o mandante do segundo jogo (aquele que apresentou maior pontuação nas 3 fases anteriores) será considerado vencedor.

## Histórico recente
Marcílio Dias e Brusque, rebaixados da Divisão Principal de 2012, iniciaram a Divisão Especial de 2013 como favoritos ao acesso por terem formado grupos fortes.
Suas campanhas foram parecidas, com o Brusque sendo campeão do Turno da competição e o Marcílio se classificando pelo índice técnico devido a sua regularidade durante o campeonato.
Os times se enfrentaram quatro vezes, duas na primeira fase e duas no Returno. A primeira foi pela quinta rodada do Turno, quando os dois times empataram em 2 a 2 no Estádio Augusto Bauer. Na quinta rodada do Returno, o Marcílio Venceu por 1 a 0 no Estádio Hercílio Luz. No Quadrangular mais dois confrontos, vitória do Brusque em Brusque por 2 a 1, jogo que não terminou devido a uma confusão e que o time da casa acabou perdendo os pontos, e 1 a 0 em Itajaí em favor do Marcílio.

## Campanha dos finalistas
A campanha de Brusque e Marcílio Dias durante a competição, se tornou confusa devido a uma punição imposta pela Federação ao time do Vale do Itajaí que, ao fim da primeira fase, acabou não sendo homologada. Com isso, o Brusque que perderia o título do primeiro turno para o Marcílio devido a este fato, passou a ser o campeão do Turno. O Marcílio Dias acabou se classificando á segunda fase pelo índice técnico.

## Punição
Na terceira rodada do Turno do Quadrangular, o Brusque vencia o Marcílio Dias por 2 a 1 no Estádio Augusto Bauer, em Brusque quando, ao 38 minutos do segundo tempo, o árbitro Edson da Silva marcou o segundo pênalti em favor do time visitante e instaurou uma confusão. O goleiro do Brusque se negou a defender a cobrança, os jogadores abandonaram a partida e houve invasão de campo por parte da torcida. Alegando falta de segurança, o árbitro encerrou a partida e o jogo não foi finalizado. No dia 24 de setembro, o TJD anunciou a punição ao Brusque da perda dos pontos da partida e de três mandos de campo. Apesar disso, o placar de 2 a 1 foi mantido.
O Brusque conseguiu um efeito suspensivo desta punição e não precisou cumprir a perda do mando no jogo decisivo contra o Concórdia que garantiu a vaga para a elite do futebol catarinense, mas não para a final. Com isso, além de perder a vantagem de decidir a final com o mando de campo do último jogo por ter perdido três pontos no quadrangular, o Brusque ainda terá que mandar o seu jogo fora do Estádio Augusto Bauer. A diretoria do clube estuda levar o jogo para o Estádio da Baixada em Ibirama ou para o Estádio Robertão em Camboriú.

## Primeira partida
| 2 de outubro | Brusque | 0 – 0  | Marcílio Dias | Estádio da Baixada, Ibirama                 |
| 20:30        |         | Súmula |               | Público: 119 Árbitro: Ronan Marques da Rosa |

| Cores do Time · Cores do Time · Cores do Time · Cores do Time · Cores do Time | Cores do Time · Cores do Time · Cores do Time · Cores do Time · Cores do Time |

| BRUSQUE:         |    |  |                      |     |     |
|                  |    |  |                      |     |     |
| G                | 1  |  | Fabão                |     |     |
| LD               | 2  |  | João Paulo           | 74' | 17' |
| Z                | 3  |  | Clayton              |     |     |
| Z                | 4  |  | Neguette             | 21' |     |
| LE               | 6  |  | Flavinho             |     |     |
| V                | 5  |  | Fabinho              |     |     |
| V                | 7  |  | Eurico               |     |     |
| M                | 8  |  | Luis André           | 78' | 18' |
| M                | 10 |  | Serginho Catarinense |     |     |
| A                | 11 |  | Cidinho              |     |     |
| A                | 9  |  | Eydison              |     |     |
| Reservas:        |    |  |                      |     |     |
| G                | 12 |  | Giovani              |     |     |
| LD               | 13 |  | Saraiva              | 74' |     |
| Z                | 14 |  | André Luiz           |     |     |
| Z                | 15 |  | Leandro Mancha       | 21' | 60' |
| V                | 16 |  | Neris                |     |     |
| A                | 17 |  | Roberto Jacaré       |     |     |
| A                | 18 |  | Marcelo Quilder      | 78' |     |
| A                | 19 |  | Jonathan Teixeira    |     |     |
| M                | 20 |  | Wilian               |     |     |
| Técnico:         |    |  |                      |     |     |
| Rogério de Mello |    |  |                      |     |     |

| MARCÍLIO DIAS: |    |  |                |     |     |
|                |    |  |                |     |     |
| G              | 1  |  | Eduardo        |     |     |
| LD             | 2  |  | Raul           | 74' | 35' |
| Z              | 3  |  | Lucas Bahia    |     |     |
| Z              | 4  |  | Plínio         | 10' |     |
| LE             | 6  |  | Kapa           |     |     |
| V              | 5  |  | Mineiro        |     |     |
| V              | 8  |  | Duda           |     |     |
| M              | 11 |  | Pedrinho       |     | 58' |
| M              | 10 |  | Juliano        | 83' |     |
| A              | 7  |  | Toni           |     |     |
| A              | 9  |  | Tardelli       |     |     |
| Reservas:      |    |  |                |     |     |
| G              | 12 |  | Igor           |     |     |
| Z              | 13 |  | Duda Santos    | 10' | 71' |
| V              | 14 |  | Vitor          |     |     |
| Z              | 15 |  | Josias Basso   |     |     |
| M              | 16 |  | Buiú           |     |     |
| M              | 17 |  | Renan          | 83' |     |
| A              | 18 |  | Leandro Branco |     |     |
| A              | 19 |  | Leandrinho     | 74' |     |
| A              | 20 |  | Rincón         |     |     |
| V              | 21 |  | Fabricio       |     |     |
| Técnico:       |    |  |                |     |     |
| Paulo Foiani   |    |  |                |     |     |

## Segunda partida
| 5 de outubro | Marcílio Dias | 1 – 1  | Brusque        | Estádio Hercílio Luz, Itajaí                    |
| 19:30        | Toni 50'      | Súmula | 71' João Paulo | Público: 2 375 Árbitro: Leandro Messina Perrone |

| Cores do Time · Cores do Time · Cores do Time · Cores do Time · Cores do Time | Cores do Time · Cores do Time · Cores do Time · Cores do Time · Cores do Time |

| MARCÍLIO DIAS: |    |  |                |     |
|                |    |  |                |     |
| G              | 1  |  | Eduardo        |     |
| LD             | 2  |  | Raul           |     |
| Z              | 3  |  | Lucas Bahia    |     |
| Z              | 4  |  | Duda Santos    |     |
| LE             | 6  |  | Kapa           |     |
| V              | 5  |  | Mineiro        | 81' |
| V              | 8  |  | Duda           |     |
| M              | 11 |  | Pedrinho       | 66' |
| M              | 10 |  | Juliano        | 80' |
| A              | 7  |  | Toni           |     |
| A              | 9  |  | Tardelli       |     |
| Reservas:      |    |  |                |     |
| G              | 12 |  | Igor           |     |
| Z              | 13 |  | André Luiz     |     |
| V              | 14 |  | Vitor          |     |
| Z              | 15 |  | Josias Basso   |     |
| M              | 16 |  | Buiú           |     |
| M              | 17 |  | Renan          | 66' |
| A              | 18 |  | Leandro Branco |     |
| A              | 19 |  | Leandrinho     | 80' |
| A              | 20 |  | Rincón         |     |
| V              | 21 |  | Fabricio       | 81' |
| Técnico:       |    |  |                |     |
| Paulo Foiani   |    |  |                |     |

| BRUSQUE:         |    |  |                      |     |     |
|                  |    |  |                      |     |     |
| G                | 1  |  | Fabão                |     | 62' |
| LD               | 2  |  | João Paulo           | 82' | 54' |
| Z                | 3  |  | Clayton              |     |     |
| Z                | 4  |  | Leandro Mancha       | 58' |     |
| LE               | 6  |  | Flavinho             |     |     |
| V                | 5  |  | Neris                |     | 75' |
| V                | 8  |  | Eurico               |     | 85' |
| M                | 10 |  | Serginho Catarinense |     |     |
| M                | 11 |  | Santos               |     | 90' |
| A                | 7  |  | Cidinho              | 63' |     |
| A                | 9  |  | Eydison              |     |     |
| Reservas:        |    |  |                      |     |     |
| G                | 12 |  | Giovani              |     |     |
| LD               | 13 |  | Saraiva              |     |     |
| Z                | 14 |  | André Luiz           |     |     |
| M                | 15 |  | Wilian               |     |     |
| M                | 16 |  | Junai                | 58' |     |
| A                | 17 |  | Marcelo Quilder      | 82' |     |
| A                | 18 |  | Roberto Jacaré       | 63' |     |
| A                | 19 |  | Jonathan Teixeira    |     |     |
| V                | 20 |  | Antonio              |     |     |
| Técnico:         |    |  |                      |     |     |
| Rogério de Mello |    |  |                      |     |     |

## Campeão geral
| Campeonato Catarinense de 2013 - Divisão Especial |
| Itajaí                                            |
| ------------------------------------------------- |
| Marcílio Dias 3º Título                           |